# Lotte Jonathans
Lotte Jonathans (* 17. September 1977 in ’s-Hertogenbosch) ist eine niederländische Badmintonspielerin. Bis 2008 war sie die Ehefrau von Chris Bruil.

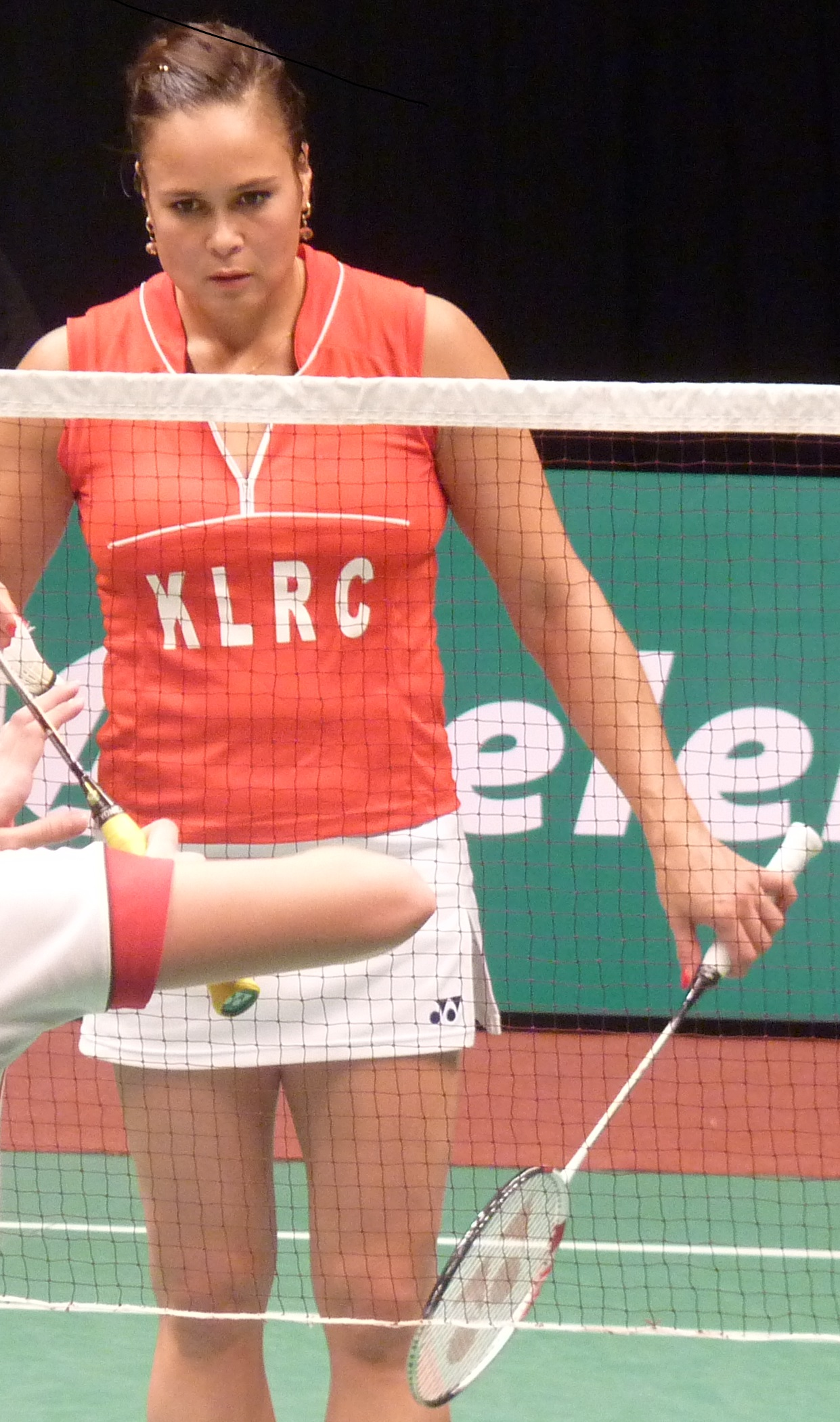
Lotte Jonathans (NED)

## Karriere
Lotte Bruil-Jonathans nahm 2000 und 2004 an Olympia teil. Als beste Platzierung erreichte sie bei beiden Teilnahmen jeweils Platz 5 im Damendoppel. Bei der Europameisterschaft 2004 gewann sie Gold im Damendoppel mit Mia Audina. Als Legionärin wurde sie 2001 Deutsche Mannschaftsmeisterin mit dem BC Eintracht Südring Berlin.

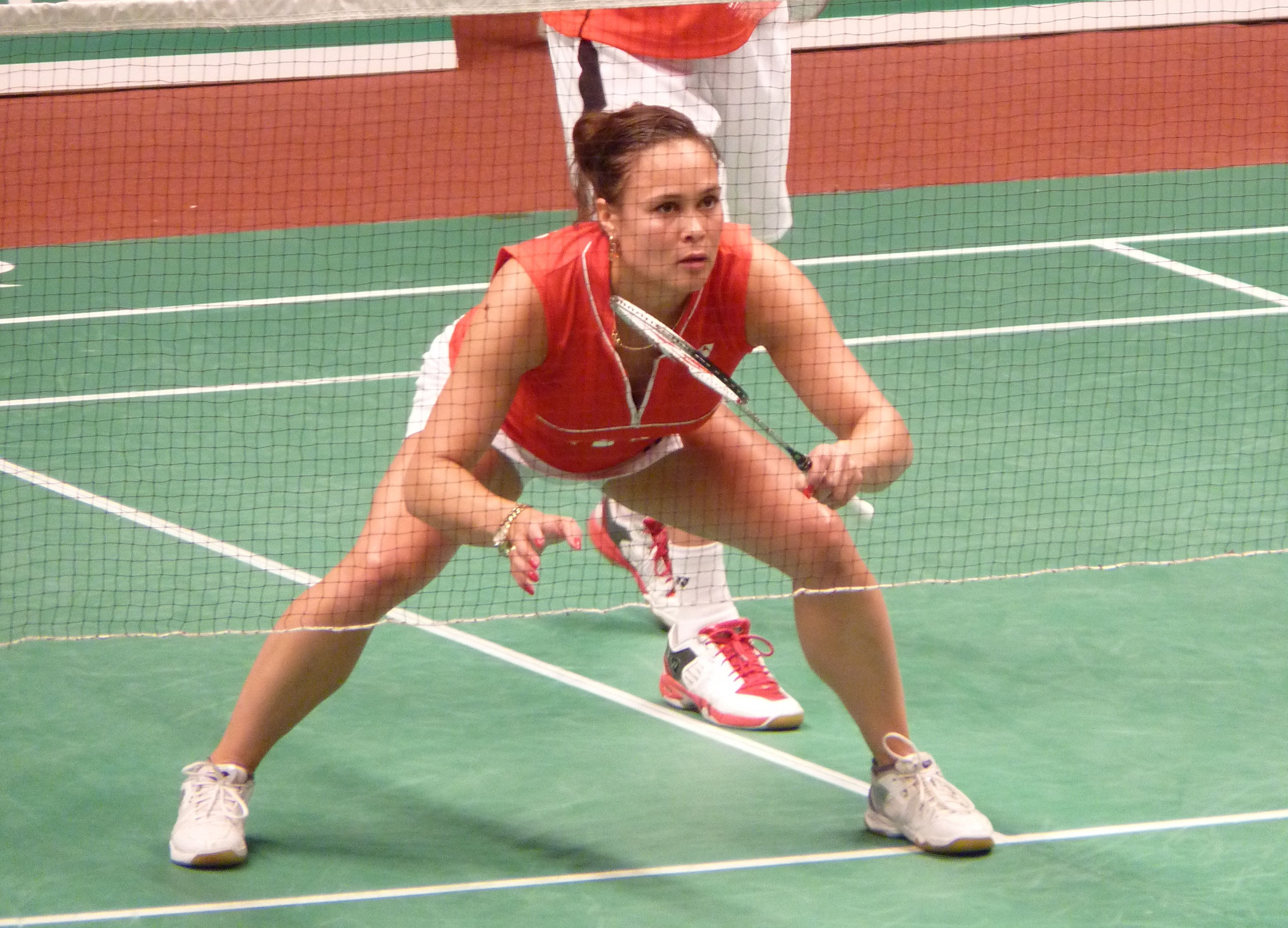
Lotte Jonathans

## Sportliche Erfolge
| Saison    | Veranstaltung                                   | Disziplin   | Platz | Name |
| --------- | ----------------------------------------------- | ----------- | ----- | --- |
| 1996      | Niederlande: Einzelmeisterschaften der Junioren | Dameneinzel | 1     | Lotte Jonathans |
| 1996      | Niederlande: Einzelmeisterschaften der Junioren | Mixed       | 1     | Dicky Palyama / Lotte Jonathans |
| 1997      | Hungarian International                         | Mixed       | 1     | Norbert van Barneveld / Lotte Jonathans |
| 1997      | Hungarian International                         | Damendoppel | 1     | Lotte Jonathans / Ginny Severien |
| 1998      | French Open                                     | Mixed       | 1     | Norbert van Barneveld / Lotte Jonathans |
| 2000      | Europameisterschaft                             | Damendoppel | 3     | Nicole van Hooren / Lotte Jonathans |
| 2000      | Taiwan Open                                     | Damendoppel | 5     | Nicole Van Hooren / Lotte Jonathans |
| 2000      | Thailand Open                                   | Damendoppel | 3     | Lotte Jonathans / Nicole Van Hooren |
| 2000      | Olympia                                         | Damendoppel | 5     | Lotte Jonathans / Nicole van Hooren |
| 2000      | Indonesian Open                                 | Damendoppel | 2     | Nicole van Hooren / Lotte Jonathans |
| 2000/2001 | Deutsche Mannschaftsmeisterschaft               | Mannschaft  | 1     | BC Eintracht Südring Berlin (Vladislav Druzchenko, Karina de Wit, Rikard Magnusson, Lotte Jonathans, Jyri Aalto, Anja Weber, Peter Axelsson, Catrine Bengtsson, Jens Eriksen, Henrik Andersson, Bram Fernardin, Torsten Ost)                              |
| 2001      | Niederlande: Einzelmeisterschaften              | Damendoppel | 1     | Nicole van Hooren / Lotte Jonathans |
| 2001      | Weltmeisterschaft                               | Mixed       | 5     | Chris Bruil / Lotte Jonathans |
| 2001      | Bitburger Open                                  | Mixed       | 1     | Chris Bruil / Lotte Jonathans |
| 2001      | French Open                                     | Mixed       | 1     | Chris Bruil / Lotte Jonathans |
| 2001      | Dutch International                             | Mixed       | 1     | Chris Bruil / Lotte Jonathans |
| 2001/2002 | Deutsche Mannschaftsmeisterschaft               | Mannschaft  | 3     | GW Wiesbaden (Mark Constable, Klaus Ebeling, Darren Hall, Michael Helber, Jon Holst-Christensen, Rexy Mainaky, Yoseph Phoa, Oliver Pongratz, Richard Vaughan, Arnd Vetters, Karina de Wit, Lotte Jonathans, Heike Laufer, Nicole Phoa, Nicole van Hooren) |
| 2002      | Niederlande: Einzelmeisterschaften              | Mixed       | 1     | Chris Bruil / Lotte Jonathans |
| 2002      | China: Internationale Meisterschaften           | Mixed       | 5     | Chris Bruil / Lotte Jonathans |
| 2002      | China: Internationale Meisterschaften           | Damendoppel | 5     | Mia Audina / Lotte Jonathans |
| 2002      | Europameisterschaft                             | Mixed       | 3     | Chris Bruil/Lotte Jonathans |
| 2002      | Swiss Open                                      | Damendoppel | 2     | Gail Emms / Lotte Jonathans |
| 2002      | Swiss Open                                      | Mixed       | 3     | Chris Bruil / Lotte Jonathans |
| 2002      | Indonesian Open                                 | Mixed       | 5     | Chris Bruil / Lotte Jonathans |
| 2002      | Bitburger Open                                  | Damendoppel | 1     | Mia Audina / Lotte Jonathans |
| 2002      | German Open                                     | Damendoppel | 1     | Mia Audina / Lotte Jonathans |
| 2002/2003 | Deutsche Mannschaftsmeisterschaft               | Mannschaft  | 2     | BC Eintracht Südring Berlin (Vladislav Druzchenko, Rikard Magnusson, Jyri Aalto, Peter Axelsson, Jens Eriksen, Henrik Andersson, Bram Fernardin, Torsten Ost, Karina de Wit, Lotte Jonathans, Anja Weber, Catrine Bengtsson)                              |
| 2003      | Niederlande: Einzelmeisterschaften              | Mixed       | 1     | Chris Bruil / Lotte Jonathans |
| 2003      | China: Internationale Meisterschaften           | Damendoppel | 5     | Mia Audina / Lotte Jonathans |
| 2003      | Niederlande: Einzelmeisterschaften              | Damendoppel | 1     | Mia Audina Tjiptawan / Lotte Jonathans |
| 2004      | Olympia                                         | Damendoppel | 5     | Lotte Bruil / Mia Audina |
| 2004      | Niederlande: Einzelmeisterschaften              | Damendoppel | 1     | Yao Jie / Lotte Bruil |
| 2004      | Europameisterschaft                             | Damendoppel | 1     | Lotte Bruil / Mia Audina |
| 2004      | Niederlande: Einzelmeisterschaften              | Mixed       | 1     | Chris Bruil / Lotte Bruil |
| 2005      | Niederlande: Einzelmeisterschaften              | Mixed       | 1     | Chris Bruil / Lotte Bruil |
| 2005      | Dutch Open                                      | Damendoppel | 1     | Mia Audina / Lotte Bruil |
| 2006      | Niederlande: Einzelmeisterschaften              | Mixed       | 1     | Chris Bruil / Lotte Bruil |
| 2007      | Niederlande: Einzelmeisterschaften              | Mixed       | 1     | Chris Bruil / Lotte Bruil |
| 2010      | Niederländische Meisterschaft                   | Damendoppel | 1     | Lotte Jonathans / Paulien van Dooremalen |
| 2010      | Spanish International                           | Damendoppel | 2     | Lotte Jonathans / Paulien van Dooremalen |